# Златина Дончева
Златина Бонева Дончева (Джамбазова) е българска актриса. През 2001 г. вестник Стандарт описва Дончева като „Една от най-въздействащите с играта си в любовни драми актриси“.

## Биография
Родена е в град Трявна на 13 септември 1932 г.
През 1951 г. завършва ДВТУ (Днес НАТФИЗ) със специалност актьорско майсторство в класа на професор Боян Дановски.
Преди завършването си започва работа в Драматичен театър „Стефан Киров“ Сливен (1955 – 1956), а след него се премества в Сатиричен театър „Алеко Константинов“ (от 1957 г.).
Участва в редица постановки на радиотеатъра.
Златина Дончева е омъжена за актьора Иван Джамбазов, а синът им Ивайло Джамбазов е известен режисьор.
Умира на 18 февруари 2024 г.

## Театрални роли
- „Години на странстване“ (Алексей Арбузов) – Нина
- „Иванко“ (Марин Друмев) – Мария
- „Комедия от грешки“ (Уилям Шекспир) – Лучиана
- „Д-р“ (Бранислав Нушич) – г-жа Драга
- „Легенда за любовта“ (Назъм Хикмет) – Ширин
- „Енергични хора“ (1976) (Василий Шукшин)
- „Палавите вдовици“
- „Четирима в леглото“ (А. Крим)
- „Убий досадника“ (Франсис Вебер)
- „Пинокио“ (Карло Колоди)
- „Краят на началото“ Шон О'Кейси (1965; реж. Методи Андонов)

## Телевизионен театър
- „Професия за ангели“ (1977) Драгомир Асенов
- „Ловчанският владика“ (1975) (Теодосий Икономов) – мюзикъл
- „Опечалена фамилия“ (1971) (Бранислав Нушич)
- „Големият и Малкият Клаус“ (1971) (Ханс Кристиан Андерсен) – мюзикъл
- „Черната стрела“ (1974) (Йордан Добрев)
- „Амброзио убива времето“ (1966), мюзикъл
- „Чичовци“ (1963) (Иван Вазов)

## Роли в радиотеатъра
- „Тихото пристанище“ (1963) (Ст. Л. Костов)

## Филмография
| Година      | Филми и Сериали                             | Серии    | Копродукции             | Роля                                                                         |
| ----------- | ------------------------------------------- | -------- | ----------------------- | ---------------------------------------------------------------------------- |
| 2005        | Леден сън                                   |          |                         | дебела лелка                                                                 |
| 1991-1992   | Любовниците                                 | 8        |                         | жената от тоалетната (в 3-та серия: В двора на китайския император" (1991) ) |
| 1988 – 1991 | Бащи и синове (тв сериал)                   | 5        |                         |                                                                              |
| 1990        | На морския бряг („Vzpomínka na břehu moře“) |          | България / Чехословакия | Стоянка, хазяйката                                                           |
| 1990        | Немирната птица любов                       |          |                         | майката                                                                      |
| 1989        | Адио, Рио                                   |          |                         | управител                                                                    |
| 1989        | Разводи, разводи...                         | 6 новели |                         | едната от майките (в V новела „А сега към морето“)                           |
| 1987        | Време за път (тв сериал)                    | 5        |                         | телефонистка, колежка на Вероника                                            |
| 1986        | Дом за нашите деца (тв сериал)              | 5        |                         | телефонистка, колежка на Вероника                                            |
| 1985        | Денят не си личи по заранта (тв сериал)     | 6        |                         | г-жа Шмитхаген (в 2 серии: III, IV)                                          |
| 1984        | Вик за помощ                                |          |                         | бабата                                                                       |
| 1984        | Издирва се... (тв)                          |          |                         | г-жа Минка Бозова                                                            |
| 1982        | Почти ревизия (тв сериал)                   | 4        |                         | майката                                                                      |
| 1983        | Равновесие                                  |          |                         |                                                                              |
| 1982        | Комбина                                     |          |                         | Жената от стрелбището                                                        |
| 1981        | Капитан Петко войвода (тв сериал)           | 12       |                         | Костева (в 4 серии: IX, X, XI, XII)                                          |
| 1980        | Спилитим и Рашо (тв сериал)                 | 20       |                         | (във II серия: „Изворът на края на света“)                                   |
| 1977        | Чуй, петела                                 |          |                         | баба Стефка                                                                  |
| 1977        | Слънчев удар                                |          |                         |                                                                              |
| 1977        | Два пъти ура за ваканцията                  | 3 нов.   |                         | учителка по физика (в I новела: „Два пъти ура за ваканцията“)                |
| 1975        | При никого                                  |          |                         | учителката по история                                                        |
| 1975        | И това, ако е морал                         |          |                         |                                                                              |
| 1974        | Баща ми бояджията (тв)                      |          |                         | Мария, жената на Маринов                                                     |
| 1974        | Вечни времена                               |          |                         | Лена                                                                         |
| 1974        | Вселекон                                    |          |                         |                                                                              |
| 1974        | Селянинът с колелото                        |          |                         | Булгурица                                                                    |
| 1972        | С деца на море                              | 2 новели |                         | майката на Елена и Руслан (в 1-вата новела „Делфинът“)                       |
| 1972        | Момчето си отива                            |          |                         | колежката на Симов                                                           |
| 1972        | Дядото на Салваторе                         |          |                         |                                                                              |
| 1971        | Таралежите се раждат без бодли              | 3 новели |                         | майката на Кънчо                                                             |
| 1970        | С особено мнение                            |          |                         |                                                                              |
| 1969, 1971  | На всеки километър (тв сериал)              | 26       |                         | г-жа Карик, хазяйката на Недков                                              |
| 1968        | Мъже в командировка                         | 3 новели |                         | лавкаджийката на завода (във 2-та: „Гост“)                                   |
| 1965 – 1974 | Произшествие на сляпата улица               | 6        |                         | лаборантката (в VI серия: „Сълзите на черепа“, 1974)                         |
| 1965        | Вълчицата                                   |          |                         |                                                                              |
| ?           | Изборът                                     |          |                         |                                                                              |

## Дублаж
- „Хари Потър и Стаята на тайните“, 2003